# Klaus Miehlke
Klaus Miehlke (* 17. August 1916 in Oppeln; † 6. November 2009 in Wiesbaden) war ein deutscher Internist.
Miehlke studierte Medizin und wurde 1943 in Würzburg promoviert. 1961 war er als Chefarzt an die Städtische Rheumaklinik im Kaiser-Friedrich-Bad in Wiesbaden gekommen. Er baute die Klinik, die inzwischen seinen Namen trägt, zu einer international renommierten Fachklinik aus.
Von 1988 an organisierte er die jährliche Verleihung des Carol-Nachman-Preises, dem höchstdotierten Preis in der Rheumatologie.
Seit dem 18. Mai 1995 war er Ehrenbürger der Stadt Wiesbaden, im gleichen Jahr erhielt er auch die Ehrenbürgerwürde von Oppeln. 1999 wurde ihm das Große Verdienstkreuz der Bundesrepublik Deutschland verliehen.